# Шмидт, Марлен
Марлен Шмидт (нем. Marlene Schimdt; род. 4 февраля 1937[…], Бреслау, Нижняя Силезия) — немецкая актриса

, победительница на конкурсе красоты Мисс Вселенная 1961.
Проживала в ГДР, где выучилась на инженера. В 1960 году с семьёй переехала в ФРГ и жила в городе Штутгарт.
В 1961 году она выиграла автомобиль, который был предложен в качестве приза, на конкурсе красоты земли Баден-Вюртемберг. Её рост 173 см (5’8"). Высокая блондинка с чёрными бровями продолжала представлять интересы Баден-Вюртемберга в национальном конкурсе в модном курортном городе Баден-Баден, где она была избрана в качестве Мисс Германии.
Она представляла Германию на конкурсе «Мисс Вселенная» в Майами-Бич, организованном Paramount Pictures, в котором приняли участие 47 представительниц стран мира. Блондинка стала десятой подряд немецкой участницей в полуфинале, что является рекордным в истории конкурса. Самое главное, Марлен Шмидт завоевала победу в конкурсе, таким образом став первой и до настоящего времени лишь единственной немецкой Мисс Вселенная.
В 1962 году Марлен Шмидт стала третьей женой американского актёра Тая Хардина, который был известен по заглавной роли в телесериале «Бронко». Они поселились в США. Брак длился до 1966 года, у них появилась дочь, которая стала единственным ребёнком Марлен Шмидт.
Позднее, в частности, в период между 1972 и 1986 годами, Марлен Шмидт работала в киноиндустрии, где она была актрисой, продюсером и автором 11 сценариев. Но ни один из фильмов не достиг особых наград Американской киноакадемии, хотя в 1972 году фильм «Мачеха» номинировался на получение премии «Оскар» за лучшую музыку к фильму.
В это время Марлен Шмидт решила вернуться в Германию и теперь она живёт в Саарбрюкене.

## Фильмография
Марлен Шмидт была актрисой и продюсером в следующих фильмах:
- 1972: The Stepmother ²
- 1974: The Teacher
- 1975: The Specialist ²
- 1975: Dr. Minx
- 1976: Scorchy
- 1978: Texas Detour ¹
- 1978: The Fifth Floor ¹
- 1981: Separate Ways ²
- 1983: Mortuary
- 1984: They’re Playing with Fire ²
- 1986: Kidnapped

¹ только актриса

² также участвовала в написании сценария